# 오토모 소린
오토모 소린 / 오토모 요시시게(일본어: 大友宗麟 おおとも そうりん[*], 大友義鎮 おおとも よししげ[*], 교로쿠 3년 음력 1월 3일(1530년 1월 31일) 혹은 음력 5월 4일(5월 30일) ~ 덴쇼 15년 음력 5월 6일(1587년 6월 11일))는 센고쿠 시대의 무장, 분고의 센고쿠 다이묘, 기리시탄 다이묘이다. 오토모씨 제21대 당주이다. 본명보다 소린이라는 법명으로 잘 알려져 있다.
오우치씨와 모리씨을 비롯한 슈고 다이묘와 고쿠진 토호 등의 세력이 복잡하게 뒤얽혀 있는 센고쿠 시대의 기타큐슈 동부를 평정하였다.

## 약력

### 가독 상속
오토모 가문은 가마쿠라 시대부터 난보쿠초 시대에 걸쳐 다자이후 쇼니(少弐), 사쓰마 시마즈(島津)과 더불어 막부의 고케닌으로서 권세를 누려, 무로마치 시대에 들어서는 오우치씨의 규슈 진출에 대항하여 쇼니 가문과 연합하여 대항하였다.
오토모 소린은 교로쿠(享禄) 3년(1530년) 1월 3일, 오토모씨 제20대 당주 오토모 요시아키의 차남으로 분고 고쿠후 내에서 태어났다. 관례를 올린 뒤에는 요시자네(義鎮)라는 이름을 사용하였다. 어머니는 오우치 요시오키의 딸로 오우치 요시타카의 누나이다. 스오 오우치씨의 가독을 이은 오우치 요시나가와 소린이 이복형제 간이라는 말도 있는데, 구게 출신의 딸 또는 가신의 딸이 아닌가 하는 설도 있다. 일설에 따르면 생모는 아소 고레노리의 딸이라고도 한다. 후야쿠(傅役)는 중신(重臣) 뉴다 지카자네가 맡았다.
아버지 요시아키는 요시오키의 이복 동생으로 시오이치마루(塩市丸)에게 가독을 넘겨주기로 계획하고 후야쿠 뉴다 지카자네와 함께 요시자네를 폐적(廃嫡)하려 했다. 덴분(天文) 19년(1550년) 2월에 요시자네를 강제로 벳푸(別府)의 하마와키(浜脇)로 탕치(湯治, 온천 치료)를 보내놓은 사이에 요시자네파였던 다구치 쿠란도노스케 아키치카、쓰구미 미마사카(실명은 알 수 없다)나 사이토 나가자네、오자이 야마토노카미의 숙청을 계획하다가 이를 사전에 파악한 요시자네파 중신들이 모반을 일으켜 2월 10일에 시오이치마루와 그 어머니를 죽였고, 요시아키도 부상을 입고 2월 12일에 사망하였다(닛카이쿠즈레의 변, 二階崩れの変). 이를 계기로 요시자네가 요시아키의 유언을 받드는 형식으로 오토모 집안의 가독을 상속해 21대 당주가 되었다. 동시에 뉴다 등 자신에 반대하는 세력들을 「요시아키 암살」의 주모자로 몰아서 숙청하였다.

### 세력 확대
덴분 20년(1551년) 스오에서 오우치 요시타카가 가신인 스에 다카후사의 모반으로 자결하고 요시자네는 다카후사의 요청으로 동생 하루히데(晴英, 오우치 요시나가)를 오우치 씨의 새로운 당주로 받들어 보냈다. 이로써 무로마치 시대 내내 지속되었던 오우치와의 대립에 종지부를 찍고 기타큐슈에서 오우치에 복속해 있던 고쿠진들이 오토모 가문으로 복속하게 되어 스오, 나가토 방면으로도 영향력을 확보하게 되었다. 특히 대중국 교역의 거점이자 규슈 최대의 항구도시였던 하카타를 얻은 것은 오토모 가문에 있어서 큰 이익이었다. 고지(弘治) 3년(1557년)에 연합으로 중국 명(明)에 파견한 견명선(遣明船)으로 요시자네는 왜구금제사(倭寇禁制使) 장주(蔣洲)를 호송해 감합(勘合)을 반포해 줄 것을 요청했고, 요시자네는 왜구에게 잡혀갔던 피로인을 송환하면서 「일본국왕」(日本国王)의 도장을 사용해 명에 조공하였다(이 도장은 모리 박물관(毛利博物館)에 보관되어 있다)).
또한 복권을 노리던 숙부 기쿠치 요시타케(菊池義武)의 반란을 격퇴, 덴분 23년(1554년) 기쿠치 씨(菊池氏)를 멸망시키고 히고도 손에 넣었다. 그러나 아버지의 비명의 죽음, 나아가 요시자네가 당시 예수회를 통해 일본에 들어 온 기리시탄(크리스트교)에 관심을 보이며 프란치스코 자비에르 등의 예수회 선교사들에게 오토모 가문의 영내에서의 크리스트교 포교를 허가한 것이 오토모씨 가신단의 종교 대립으로 이어져, 덴분 22년(1553년)에 이치마다 아키스케(一萬田鑑相, 후의 측실이 되는 이치마다 부인(一萬田夫人)이나 이치마다 아키자네(一萬田鑑実)의 아버지)와 무나카타 아키히사(宗像鑑久) 형제와 후쿠베 우쿄노스케(服部右京亮), 고지(弘治) 2년(1556년)에는 오하라 아키모토(小原鑑元)가 모반을 일으키는 등(성씨대립사건姓氏対立事件) 요시자네의 치세는 초기부터 고난의 연속이었다. 또한 이 무렵에 요시자네는 본거지를 후나이(府内)에서 뉴지마성(丹生島城, 우가키성(臼杵城))으로 옮겼다.
나아가 고지 3년(1557년)、오우치 요시나가가 모리 모토나리의 침공으로 자결하고 오우치씨가 멸망하면서 오토모씨는 스오 방면의 영향력을 상실하였다. 모토나리가 기타큐슈로 진출해 오면서 요시자네는 모리 가문과의 대립을 결의하고 이와 내통하던 지쿠젠국(筑前国)의 아키즈키 후미타네를 멸망시키는 등 기타큐슈에서의 옛 오우치 영지를 확보하는데 성공하였다. 덴분 23년(1554년) 무로마치 막부 제13대 쇼군 아시카가 요시테루(足利義輝)에게 철포(鉄砲)나 화약 조합서를 바치는 등 아시카가 쇼군가와의 관계를 강화해 나갔다. 에이로쿠 2년(1559년) 요시테루에게 많은 헌금 운동을 펼쳐 같은 해 6월에는 부젠, 지쿠젠의 슈고로 임명되고, 11월에는 규슈 단다이(九州探題)로 보임되었다.
에이로쿠 3년(1560년)에는 사에몬노카미(左衛門督)로 임관하였다. 이리하여 요시자네는 명실공히 규슈에서의 최대 판도를 쌓아올렸고 오토모 가문의 전성기를 창출해낼 수 있었다. 그러나 에이로쿠 5년(1562년)에는 모지 성(門司城) 전투에서 모리 모토나리에게 패배하였고, 같은 해에 출가해 규안소린(休庵宗麟)이라 하였다. 그 뒤로도 소린은 아시카가 쇼군 가문에 대한 많은 원조를 지속했고 에이로쿠 6년(1563년) 아시카가 요시테루의 쇼반주(相伴衆)에 임명되었으며, 에이로쿠 7년(1564년) 요시테루에게 모리 가문과의 화친을 조정해 줄 것을 의뢰하고 기타큐슈에서 오토모씨의 권익 확보를 실현시키는 등 관계는 깊어지게 되었다.
모리씨는 산인 방면의 이즈모의 아마고씨(尼子氏)를 멸망시키고 다시금 기타큐슈를 잠식해나가면서 양자간의 화친도 깨졌다. 에이로쿠 10년(1567년) 부젠이나 지쿠젠 국에서 오토모측 고쿠진이 모리 모토나리와 내통해 봉기하였는데, 여기에는 오토모씨의 중신 다카하시 아키타네도 가담하였다. 소린은 다치바나 도세쓰 등에게 명해 이를 평정하게 하였다. 또한 이때의 모리씨와의 전투 와중에 소린은 예수회 선교사에게 철포에 사용되는 화약 원료인 초석의 수입을 요청하는데 그 이유에 대해 「나는 기리시탄을 보호하는 사람이고 모리씨는 기리시탄을 탄압하는 놈들이다. 이들을 쳐부수기 위해서는 오토모씨에 양질의 초석을 제공하되 모리 가문에는 초석(硝石)이 수입되게 해서는 안 될 일이다」는 편지를 보내고 있다. 에이로쿠 12년(1569년) 히젠(肥前)에서 세력을 확대하던 류조지 다카노부(龍造寺隆信)를 치기 위해 자신이 군세를 이끌고 쳐들어 갔으나, 모토나리가 지쿠젠을 침공하는 바람에 황급히 돌아와야 했고, 다타라하마 전투(多々良浜の戦い)에서 모리 군에 타격을 입히는 한편으로 중신 요시오카 나가마스(吉岡長増)의 진언을 받아들이고 오우치 잔당인 오우치 데루히로(大内輝弘)에게 수군중(水軍衆) 와카바야시 사네오키(若林鎮興)를 딸려주어 스오에 상륙시켜 모리 가문의 후방을 노리게 했고, 모토나리는 아키로 물러났다(오우치 데루히로의 난).
경제면에서는 하카타나 사카이(堺)의 호상(豪商)뿐 아니라 후나이의 호상 나카야 아키미치(仲屋顕通), 무네고시(宗越) 부자를 후원해 어용상인화하고 저울과 무게추의 형량(衡量) 권익을 주어 대외 교역의 실무를 맡겼다. 무네고시는 우가키성 아래의 도진마치(唐人町)인 아가타정(懸ノ町)에 광대한 저택 부지를 보유하는 것이 허락되었고, 도요토미 히데요시 또한 그를 후하게 우대해 교토(京都)의 호코지(方広寺) 대불전(大仏殿)을 세우는 데에도 힘썼다고 한다.
「남만」(南蛮)과의 외교(동남아시아 외교)에 있어서는 일본의 센고쿠 다이묘로써는 가장 이른 시기인 덴쇼(天正) 연간에 캄보디아 국왕과의 선린 외교관계를 체결하는데 성공하였다. 요시자네가 캄보디아로 파견한 교역선은 덴쇼 원년(1573년) 8월에 은자와 사슴 가죽 등을 가득 싣고 돌아오던 길에 사쓰마(薩摩)의 항구인 아쿠네(阿久根)에서 큰 풍랑을 만나 피신하던 중에 소식이 끊겼다. 또한 캄보디아 국왕이 덴쇼 7년(1579년) 요시자네에게 보냈던 교역선도 거울 장인이나 ・ 상간(象簡) ・ 코끼리나 총통(銅銃) ・ 봉랍(蜂蝋)을 싣고 있었으나 그 전년도에 있었던 미미가와 전투(耳川の戦い)로 오토모 가문보다 우위에 선 시마즈 요시히사(島津義久)의 바닷길 봉쇄로 억류되고 만다.

### 패전
겐키(元亀) 원년(1570년), 다시금 히젠으로 쳐들어 갔으나 이마야마 전투(今山の戦い)에서 류조지 다카노부에게 동생 지카사다(親貞)를 잃었다. 류조지 가문에 있어서 이마야마에서의 승리는 국지적인 것일 뿐이었고, 이 시점에서 이미 오토모 가문의 히젠 지배를 막을 수는 없었고, 오토모 가문도 지쿠고(筑後)나 히젠의 반류조지 세력을 부추겨서 류조지에 적대하게 했지만 류조지 가문의 세력 팽창을 막을 수는 없었다.
덴쇼 4년(1576년), 소린은 오토모 가문의 가독을 장남 요시무네(義統)에게 넘겨주고 은거한다. 이때부터 소린과 요시무네 부자의 이원정치가 개시되었다. 이듬해인 덴쇼 5년(1577년), 사쓰마의 시마즈 요시히사가 휴가국(日向国) 침공을 개시하고, 소린도 출전하였다. 하지만 덴쇼 6년(1578년) 미미가와 전투(耳川の戦い)에서 시마즈에 패하고 많은 중신들을 잃었다.
미미가와 전투가 발발한 원인인 시마즈 군세의 북상의 한 요인으로는 모리 데루모토(毛利輝元)에게로 망명해 와 있던 쇼군 아시카가 요시아키(足利義昭)의 영향을 지적하는 설이 있다. 요시아키가 모리 가문의 비호를 받으면서도 모리 가문이 그를 받들고 상경할 수 없었던 것은 오토모 소린이 배후에서 모리를 압박하고 있었기 때문으로 보이며, 이에 시마즈 가문을 비롯해 류조지나 시코쿠의 죠소카베(長宗我部) 등의 가문에 오토모 가문을 공격하도록 외교 공작을 벌였다는 것이다. 그 결과 소린은 쇼군의 상경을 방해하는 「6개 구니의 흉도」(六ヶ国之凶徒)로 규탄받게 되었고 주변 다이묘들을 모조리 적으로 돌리게 된다. 소린은 오다 정권(織田政権)에 접근해 이를 타파해보고자 했지만, 덴쇼 7년(1579년) 무렵부터는 기쿠치 씨(蒲池氏) ・ 구사노 씨(草野氏) ・ 구로키 씨(黒木氏) 등 지쿠고 각지 세력들이 오토모 가문의 영향으로부터 이탈하고 가독을 상속받은 요시무네 역시 아버지와의 이원정치에서의 확집으로 대립이 깊어지는 등 이후 오토모 가문은 쇠퇴의 길을 걸었다.
한편 미미가와 전투 직전인 7월에 소린은 선교사 프란시스코 카브랄(Francisco Cabral)로부터 세례를 받고 정식으로 키리시탄이 되었다. 세례명은 「돈 프란시스코」(ドン・フランシスコ, Don Francisco)라 하였으며, 이후 가신들에게 보내는 서장 등에서는 이 세례명을 한자로 음차표기한 「프란」(府蘭)이라는 서명을 사용하였다.

### 쇠퇴와 죽음
미미가와 전투 이후 오토모 가문의 영내 각지에서 고쿠진들의 반란이 잇따랐고, 시마즈 요시히사나 류조지 다카노부、아키즈키 다네자네(秋月種実) 등의 침공으로 영토는 침식되어 갔다. 소린은 혼슈(本州)에서 크게 세력을 떨치고 있던 오다 노부나가(織田信長)에게 접근해 시마즈 가문과의 화의를 알선해 줄 것을 요청하였다. 나아가 노부나가의 모리 공격에게 협력하겠다는 약속을 했지만, 혼노지의 변(本能寺の変)으로 노부나가가 사망하면서 흐지부지되고 말았다.
덴쇼 12년(1584년)에 오키타나와테 전투(沖田畷の戦い)에서 류조지 다카노부가 시마즈 요시히사의 동생 ・ 시마즈 이에히사(島津家久)에게 패하고 전사하자, 다치바나 도세쓰에게 명해 지쿠고를 쳐서 오토모 가문이 예전 점령했던 지쿠고의 태반을 오토모 가문의 영지로 탈환하였다. 그러나 덴쇼 13년(1585년)에 도세쓰는 병사했고 시마즈 요시히사는 이를 절호의 기회로 여겨 북상을 개시한다. 가신 다카하시 쇼운(高橋紹運) ・ 다치바나 무네시게(立花宗茂) 부자의 분전으로 시마즈 군세의 침공을 늦추었으나(이와야 성 전투岩屋城の戦い)、오토모 가문 단독으로 시마즈 군세에 저항하는 것은 불가능하게 되었다. 때문에 덴쇼 14년(1586년)、소린은 중앙에서 통일정책을 추진하던 도요토미 히데요시(豊臣秀吉)를 오사카 성(大坂城)으로 찾아가 알현하고 도요토미 가문의 산하에 들어 가는 것을 조건으로 군사적인 지원을 간절히 요청하였다. 이에 시마즈 요시히사는 그 뒤로도 오토모 가문 영지를 침공했고(부사쓰 합전豊薩合戦)、같은 해 12월에는 시마즈 이에히사의 군이 헤쓰기가와 전투(戸次川の戦い)에서 오토모 가문을 구원하러 왔던 도요토미 군세의 선발대를 궤멸시키고 나아가 오토모 가문의 본거지였던 분고의 후나이까지 공략해 왔다. 우가키 성에서 농성하던 소린은 남만으로부터 수입해 온 대포 ・ 구니쿠즈시(国崩し, 불랑기포)를 써서 우가키 성을 지켜냈다. 그러나 오토모 가문은 기껏해야 몇 달밖에 버틸 수 없는 상황이었고, 멸망 직전까지 몰려 있었다.
덴쇼 15년(1587년)、멸망 직전에 도요토미 히데나가(豊臣秀長)의 군세가 부젠 고쿠라(小倉)에 와서 먼저 와 있던 모리 데루모토、미야베 게이준(宮部継潤)、우키타 히데이에(宇喜多秀家) 등의 군세와 합류해 도요토미 군세 총 10만 명이 규슈에 도착했다. 4월 17일 휴가(日向)의 와지로자카(根城坂)에서 도요토미 히데요시 군세와 시마즈 요시히사 군세의 합전이 벌어졌다(와지로자카 전투). 요새를 지키던 미야베 게이준 등을 중심으로 하는 1만 군세가 해자를 파고 널빤지로 목책을 세우는 등 요새를 굳게 지켰고, 시마즈 군세는 이를 돌파하지 못한 채 교착 상태에 있던 차에 히데나가 휘하 도도 다카토라(藤堂高虎)의 5백 명과 우키타 히데이에 휘하 도가와 미치야스(戸川達安)의 수세(手勢) 등이 죽기로 싸워서 게이준을 구원하였다. 결과 시마즈 군세는 요시히사의 외손자인 시마즈 다다치카(島津忠隣)、사루와타리 노부미쓰(猿渡信光)가 전사하는 등 큰 손해를 입고 패주하였다. 이 전투는 「분고에서 굳게 방어하라」는 히데요시의 명령을 준수하지 않고 멋대로 회전을 벌였다가 헤쓰기가와에서 패주했던 센고쿠 히데히사(仙石秀久)의 실패를 만회하고 히데요시에 의한 규슈 평정(九州平定) 사업을 반석에 올릴 수 있도록 했으며, 궁지에 빠져 있던 오토모 소린을 구원하였다.
5월 13일、히데요시는 히데나가에게 전11개조의 명령을 하달하였다. 오스미(大隅) ・ 휴가 양국의 인질들을 풀어줄 것과, 죠소카베 노부치카(長宗我部信親)의 전사를 애도하는 뜻에서 그 아버지 모토치카(元親)에게 오스미를 내린다는 것, 시마즈 요시히사 항복의 정세、모리 데루모토、고바야카와 다카카게(小早川隆景)、깃카와 모토나가(吉川元長)를 사쓰마로 진을 옮기게 할 것, 시가 지카쓰구(志賀親次)의 충절에 대한 보답으로 오토모 소린의 판단으로 휴가 국내에 성을 사여할 것, 오토모 요시무네와 상담해 분고 국내의 불필요한 성은 파각할 것, 휴가 국에 있어서 오토모 소린의 지행(知行) 취급과 처분을 소린의 뜻대로 맡길 것、우키타 히데이에, 미야베 게이준, 하치스카 이에마사(蜂須賀家政)、비토 토모노부(尾藤知宣), 구로타 다카타카(黒田孝高)에게 휴가、오스미、분고의 성곽 공사 및 수리를 명할 것、부젠의 불필요한 성을 파각하고 분고 ・ 부젠 사이에 성 하나를 구축할 것、월권행위를 하지 말 것 등이었다(『오토모 가 문서록』大友家文書録).
소린은 전쟁 국면이 한번에 역전되고 있는 와중에 병으로 쓰러졌고, 시마즈 요시히사의 항복 직전에 분고의 쓰쿠미(津久見)에서 병사하였다. 향년 58세(사인은 티푸스가 유력하다).
규슈 평정 뒤 히데요시의 명령으로 요시무네는 분고 1국을 안도받았다. 히데요시는 소린에게 휴가 국을 사여하려 했지만 통치 의욕을 잃었던 소린은 이를 사양하였다(그 명령을 받기 그 직전에 사망하였다고도 한다).
오토모 소린의 무덤은 오이타현(大分県)의 쓰쿠미시(津久見市) 시내와 교토시(京都市) 기타구(北区)의 류호 산(龍寶山) 다이토쿠지(大徳寺)의 탑두사원(塔頭寺院)인 서봉원(瑞峯院)에 위치해 있다. 나아가 쓰구미 시 가미미야모토 정(上宮本町)의 고류 산(響流山) 초센지(長泉寺)에 위패가 있다. 오토모 소린의 초상화는 서봉원에 소장되어 있다.
소린의 죽음 직후 크리스트교의 방식에 따라 장례가 치러져서 묘소가 그 자신의 저택에 마련되었으나, 훗날 요시무네가 다시 후나이의 다이와지(大知寺)에서 불교식으로 장례를 거행하고 묘지도 불교식으로 바꿨다. 그 뒤 오토모 소린의 무덤은 황폐해졌으나 에도 시대인 간세이(寛政) 연간(1789～1801년)에 소린의 가신의 먼 후손인 우가키 시로토요(臼杵城豊)가 자비를 들여서 개장하였다. 쓰구미 시내에 위치한 현재의 오토모 소린의 묘소는 1977년에 당시 오이타 시장 우에다 타모쓰(上田保)에 의해 새롭게 크리스트교 방식의 무덤으로 조성되어 종래의 위치에서 옮겨진 것이다.

## 평가
해외 무역에 따른 경제력과 뛰어난 무장진, 교묘한 외교술등으로 오토모 가문의 세력판도를 크게 넓혔다.
당초는 선종에 귀의했으나, 후에 기독교에 큰 관심을 가져, 결국 스스로 세례를 받은 크리스천 다이묘로서도 유명하다. 한때 규슈 6개 국을 평정한 규슈 최강의 다이묘이기도 했다. 그러나 「기리시탄 왕국(キリシタン王国)」건설의 꿈을 목전에 두고 시마즈 요시히사(島津義久)의 영지 휴가(日向)를 침공하였으나 대패하여(미미가와 전투(耳川の戦い)), 만년에는 도요토미 히데요시(豊臣秀吉) 수하의 일개 다이묘로서의 처지를 감수하며 분고 1국만을 간신히 유지하는 정도까지 쇠퇴하였다.

## 인물・일화

### 인물
- 꽤나 호색가였던 듯, 일부러 교토까지 가서 미녀를 찾으러 다니며 한 번 점찍으면 분별 없는 약탈혼 수준의 행동을 몇번이나 반복하였다고 한다. 가신의 아내를 빼앗기도 하였으며, 기독교를 둘러싸고 아내와 이혼하기도 하였다.
- 다른 사람의 기분을 배려하지 않는 성격이라고 전해지고 있고 주색을 탐하는 등 횡포를 부리는 군주라는 기록도 남아 있어서, 그것이 가신과 일족의 반란을 일으키게 한 요인이 되고 있다. 정무를 게을리하고 유흥에 빠진 소린을 중신 다치바나 도세쓰(立花道雪)가 훈계했다는 일화도 남아 있다.
- 한편, 그와는 상반되는 「욕심 없는 무장」이라는 말도 있으나, 그것은 소린이 만년에 영지보다 자신의 영생과 평안함을 추구하였던 것에서 온 것이 아닌가 하고 생각된다(젊을 때의 소린은 영토 확대에 적극적이었다).
- 문화인으로서의 활동도 활발하여 서화, 다도, 노(能), 축국(蹴鞠) 등 여러 기예에도 능통하여, 중앙의 문화인을 초대하고 있었다. 축국에는 특히 능했던 듯, 유년시절부터 구게(公家) 아스카이 마사쓰나를 사범으로 삼아 전수를 받았고 아들 요시무네에게도 가르쳤다고 한다. 당시의 쇼군 아시카가 요시테루(足利義輝)도 소린의 축국 사랑을 알고 있어, 축국을 할 때 착용하는 전용 의복 등을 보내왔다. 또한, 이러한 다양한 취미 때문인지 수집벽도 있었던 듯, 은거한 뒤에도 하카타(博多)의 상인을 통해 서화와 다기를 대량으로 사들여 수집하였다. “아버님의 수집벽이 재정을 크게 압박하고 있기 때문에 자중해 주셔야 합니다”라고 아들 요시무네가 서신을 보냈을 정도.
- 나라시바카타쓰키(楢柴肩衝), 하쓰하나카타쓰키(初花肩衝)와 더불어 ‘천하 삼대 카타쓰키(肩衝, 다구의 일종)’로 불리는 닛타카타쓰키(新田肩衝)를 소유하고 있을 정도의 문화인이기도 했다.

### 기독교와 신앙, 난반문화
- 크리스천 다이묘로서도 잘 알려져 있는 소린은 덴분 20년(1551년)에 포교하기 위해 분고를 방문한 예수회 선교사 프란치스코 하비에르(Francisco Xavier)를 접견하였을 때 기독교를 처음 접했다. 27년 후인 덴쇼 6년(1578년) 7월에 세례를 받고, 포르투갈 왕국에 친서를 지닌 가신을 파견하였다. 영내에서의 포교활동을 보호하고, 남만무역을 행한다. 또한 하카타 상인 시마이 소시쓰(島井宗室)와 가미야 소탄(神谷宗湛)등과 교우하여, 명나라・조선과의 무역도 행한다. 그러나 실제로 명・조선과의 무역으로 이익을 본 것은 15세기 후반까지로, 삼포 왜란을 계기로 적어도 명・조선과의 무역관계는 쇠퇴하게 되어 명의상 오토모 가문의 간판을 이용하고 있던 쓰시마의 고쿠진과 하카타의 호상들이 실리를 챙기게 된다. 또한 수입품은 식재료와 무기 등 경제・군사적으로 영향을 미칠 만한 물건은 적었고, 대부분은 소위 사치품이어서 그다지 실질적인 이익은 올리지 못했다는 것이 도야마 미키오(外山幹夫)의 저작 등에서 지적되고 있다. 오히려 소린 시대에는 유력 가신에게 은상으로 내릴 영토가 부족하여, 사찰과 신사의 토지를 몰수하거나 영지 대신에 살구잎 문양(오토모 가문의 문장)의 사용권을 주는 것으로 대신하는 등 경제 상황이 결코 좋지 않았다.
- 덴쇼 10년(1582년)에 규슈의 크리스천 다이묘들이 로마에 파견한 덴쇼 소년사절단에는 이토 만쇼(伊東マンショ)를 대리로 삼아 파견하였다(단, 이 건에 대해서 소린 본인은 관여하지 않았을 가능성이 높다는 설도 있다).
- 소린은 영내에서 선교사가 전해준 서양 의학을 기반으로 병원을 세워, 영민을 무료로 진찰 받을 수 있게 했다. 이것이 일본 최초의 종합병원이라고도 한다.
- 기독교 신자가 된 것은 난반(南蛮)의 뛰어난 문화를 받아들이기 위한 것이라고 여겨진다. 그러나 크리스천이 된 것이 오토모 가신단과의 대립과 결부되어, 이것이 소린의 만년에 고쿠진 봉기라는 형태로 표면화된 것은 아이러니하다. 또한, 소린은 기독교 신앙에 깊이 빠져든 나머지, 신사와 불당을 철저하게 파괴하고, 금・토요일에는 단식하고, 그때까지 가보로 전해져오던 다루마(だるま)를 파괴하는 등의 행위를 하였다.
- 후반생에 기독교에 경도되어 신사와 불당을 파괴하였다는 이야기가 널리 알려져 있으나, 이것은 휴가 침공 때 기독교 왕국 건설을 꿈꾸게 된 소린이 휴가 국내에 한정하여 벌인 행위로, 본거지인 분고 국내에서 소린이 신사와 사찰을 파괴했다는 자료는 발견되지 않았다. 그러나, 차기 당주였던 요시무네는 지쿠고와 분고 국내 등에서 적극적으로 사찰과 신사를 파괴하였다. 그것은 종교적인 문제라기보다도 오토모 가문의 세력이 쇠퇴하던 중에 사원・신사 세력이 비협조적인 자세를 취했으며 또한 가신들에게 영지로 줄 토지가 모자랐기 때문에, 사원・신사의 토지를 빼앗아 가신들에게 준다는 정치적 이유가 컸다고 여겨진다. 어쨌든 소린이 적극적으로 사찰・신사 파괴를 명한 것은 일시적으로 휴가 북부를 지배했던 시기뿐이었다.
- 젊었을 적에 난반진(南蛮人, 센고쿠 시대에 서양인을 가리키던 말)이 가지고 온 총포가 시험 사격 때 폭발하여 동생이 손에 상처를 입었으나, 그 때 이루어진 서양 의학에 의한 응급처치를 본 소린은 서양 기술에 감명을 받았다고 한다.
- 우스키 성(臼杵城)에서 농성하고 있을 때, 소린은 기독교도든 아니든 모두 성으로 피난시켜 스스로 주먹밥 등을 나눠주었다. 선교사는 그 행위를 기록하였는데, 거기에 소린을 「왕」이라고 기록하고 있다.
- 기독교에는 "너는 살인 말라"는 가르침이 있는데, 예수회 선교사는 기독교 신앙에 근거한 소린의 질문에 센고쿠 시대에 살생은 아무런 문제가 없다고 응답했다.

## 일본 최초의 대포
소린은 예수회로부터 소총 화약 등과 함께 일본 최초의 대포인 불랑기포라는 대포를 들여온 인물이다.

## 같이 보기
- 다치바나 긴치요